# Bagli
Bagli là một thị xã và là một nagar panchayat của quận Dewas thuộc bang Madhya Pradesh, Ấn Độ.

## Địa lý
Bagli có vị trí 22°39′B 76°21′Đ / 22,65°B 76,35°Đ Nó có độ cao trung bình là 563 mét (1847 foot).

## Nhân khẩu
Theo điều tra dân số năm 2001 của Ấn Độ, Bagli có dân số 10.122 người. Phái nam chiếm 51% tổng số dân và phái nữ chiếm 49%. Bagli có tỷ lệ 64% biết đọc biết viết, cao hơn tỷ lệ trung bình toàn quốc là 59,5%: tỷ lệ cho phái nam là 73%, và tỷ lệ cho phái nữ là 54%. Tại Bagli, 15% dân số nhỏ hơn 6 tuổi.